# 황지환
황지환(1994년 ~)은 대한민국의 보컬 트레이너, 대학 교수다.

## 학력
- 서울공연예술고등학교 졸업
- 가스파레스폰티니시립음악원 대학원 Jazz Vocal 석사
- 가스파레스폰티니시립음악원 대학원 Jazz Vocal 박사 과정

## 방송
- 스타 오디션 위대한 탄생 1 (2010) - Top12(12위)

## 음반
- '스타오디션 위대한 탄생' Part 1. 8090 명곡 부르기 (2011)
- 위대한 탄생 Passion Of The Great Birth - Blue (2011)
- 발라드 히트송 Remake Album Vol. 1 (2016)